# Santa Eufemia (Andalusien)
Santa Eufemia ist eine spanische Gemeinde in der Provinz Córdoba in Andalusien. Sie umfasst ein Gebiet von 187 km² (Bevölkerungsdichte: 3,9 E/km²) und liegt auf einer Höhe von 561 m über dem Meer, 101 km von der Provinzhauptstadt Córdoba entfernt. 2024 hatte die Gemeinde 710 Einwohner.

## Name
Santa Eufemia ist die erste Siedlung im Königreich Córdoba, die bereits kurz nach der Eroberung mit einem christlichen Toponym in den Urkunden erscheint. Die Herkunft des Namens ist jedoch schwer zu bestimmen. Einige Forscher schreiben den Namen einer mozarabischen Ansiedlung zu, die den Namen vorschlugen, der von Alfonso VII. bei der Eroberung übernommen wurde. Andere verbinden den Namen direkt mit dem König, in dessen galicischer Gefolgschaft der Name recht häufig war.
Der Historiker Arjona Castro neigt zu der ersten Hypothese: Es könnte sich um die castellanisierte Übersetzung des mozarabischen Ortsnamens Sant Qunyah (Ufimya, Uqunya) handeln, der im Werk des arabischen Geographen al-Idrisi erscheint.
Im Gegensatz dazu steht die mündliche Tradition von Santa Eufemia, die in der Bevölkerung tief verwurzelt ist. Sie bringt den Namen mit 33 italienischen Reitern aus Kalabrien in Verbindung, die als Teil des kastilischen Heeres in die Gegend gekommen waren. Nach der Sage erstürmten sie unter dem Schlachtruf "Santa Eufemia", dem Namen ihrer heimatlichen Heiligen, die Stadtbefestigung und gaben damit der Siedlung ihren Namen. Von daher rührt dann auch der Familienname der "Calabreses" und die Bruderschaft "Hermandad de la Santa", ist Ausdruck dieser Tradition. Die Bruderschaft bezieht sich auf militärische Bruderschaften, indem sie Abzeichen wie Fahne, Standarte, Stöcke, Hellebarden und Trommel verwendet und sie behält die Zahl der 33 für die Anzahl ihrer Brüder ("hermanos" = cofrades) bei.
Am Platz, an dem nach der Legende die Truppen von Alfonso VII. kampiert hatten, steht heute die Ermita, zu der am Auferstehungssonntag (Ostern) die Prozession zur "Santa Eufemia" geht.

## Kulturerbe

### Kirche Nuestra Señora de la Encarnación
Die Pfarrkirche vereinigt in ihrer Konstruktion Elemente des morisco- und mudéjar-Stiles, mit stabilen Konstruktionen und Mauerwerk aus Stein und roten Ziegeln. Sie stammt aus der ersten Hälfte des 14. Jahrhunderts. Gegen Ende des 15. Jahrhunderts wurden die Apsis, die Seitenkapellen und der Glockenturm angefügt.
Sein einzigartiges Schiff wird im Inneren an gegenüberliegenden Seiten von sechs robusten Bögen aus Ziegeln getragen, die durch großformatige rechtwinklige Züge mit den Wänden verbunden sind. Sie beherbergt ein neobarockes Retabel von 1854.

### Ermita de Santa Eufemia
Die Einsiedelei liegt auf dem Gebiet der Finca "El Donadío", etwa fünf km östlich der Siedlung am Río Guadalmez. Die Patronatskirche des Ortes steht laut der Tradition an der Stelle, an der die Truppen von Alfonso VII. vor der Eroberung kampiert haben.
Sie hat ein hohes Alter und ist sehr einfach konstruiert, einschiffig mit 12,6 × 8,6 m und Durchbinderbögen aus Ziegeln und Steinsäulen, die außen in Stützpfeiler übergehen.

### Ermita de la Virgen de las Cruces
Im Gebiet von Valdefuentes auf halbem Weg zwischen Santa Eufemia und El Guijo erhebt sich die kleine Einsiedelei auf den Ruinen eines älteren Bauwerks aus dem 14. Jahrhundert. Das erhaltene Gebäude stammt von 1898, als die Marquesa de Torrecilla, auf Drängen des Alcalden von Santa Eufemia, Miguel Guillermo Romero und des Pfarrers Martín Caballero Atalaya, ein Landstück im Gebiet "El Cubillo", dem Ort an dem auch heute die Einsiedelei steht, zur Errichtung derselben abtrat.
Sie ist einschiffig und wird von einer Kassettendecke aus Balken überspannt. Die Fassade ist aus Granitstein aufgeführt mit Spitzbögen und Gesimsen, die deutlich den Mudejar-Stil zitieren, der für die Gegend charakteristisch ist.
Der Ursprung des Kultes an diesem Ort geht zurück auf die Jahre zwischen 1548 und 1560, als Santa Eufemia zusammen mit den Nachbarorten El Guijo und Torrecampo von einer Epidemie heimgesucht wurde. Die drei Orte wallfahrteten zum Bild der Virgen de las Cruces in El Guijo. Nachdem aber Santa Eufemia seine Rechte an der Virgen de las Cruces 1897 verloren hatte, errichtete das Pueblo calabrés diese Ermita.

### Castillo de Miramontes
Das Castillo ist ein arabisches Bauwerk und geht möglicherweise sogar zurück auf eine vorromanische Wallburg. Es ist zutiefst verbunden mit der Geschichte des Ortes. Die erhaltene Konstruktion wurde großenteils in der Almoravidischen und Almohadischen Epoche errichtet, als der Bezirk (cora de "Fahs al-Ballut") bereits ein stark militärisch ausgebauter Außenposten geworden war.
Der Grundriss ist polygonal, und die Überreste liegen vollständig in Ruinen, obwohl es in seiner Geschichte schon mehrfach ganz oder teilweise wieder aufgebaut worden ist. Erhalten ist der komplette nördliche Mauerabschnitt, sowie der Wohnturm, genannt "Cárcel", sowie Reste einer Zisterne und Teile der östlichen Mauer, die jedoch aus späterer Zeit stammt. Das Castillo wurde 1478 endgültig zerstört, wahrscheinlich auf Befehl der Reyes Católicos als Bestrafung für den Señor de Santa Eufemia, Gonzalo Messía Carrillo II (Señorío de La Guardia).

### Stadtmauern (Murallas)
Die gegenwärtigen Stadtmauern der Stadt gehen zurück auf Gonzalo Mejía II. Was den Señor de Santa Eufemia dazu bewog, die Stadt zu befestigen – mit einer der wenigen späten Stadtmauern – ist nicht bekannt. Dies kann jedoch mit den gefährlichen Aktionen zusammenhängen, die Gonzalo Mejía II unternahm. Beispielsweise erhob er sich mit Waffengewalt gegen die Stadt Córdoba, weil er sich starrköpfig weigerte, das Castillo de Pedroche aufzugeben.
Aus diesem Grund verpflichtete er den Maurermeister und Bürger von Córdoba Juan de Aragón am 17. Juni 1474. Er erbaute einen mächtigen ummauerten Bezirk mit starken runden Türmen aus Kalk und Stein. Von diesem ursprünglichen Bezirk sind nur stark verwitterte Stücke übrig sowie einige Türmchen und das schöne Puerta de Córdoba ("Arco o puerta de la Villa").

### Castillo de Vioque
Das Castillo de Vioque befindet sich etwa 8 km in gerader Linie nordöstlich von Santa Eufemia auf einem Hügel mit guter natürlicher Befestigung, von wo es das Tal des Río Gudalmez beherrscht. Die großartige Festung stammt aus dem ersten oder zweiten Jahrhundert n. Chr. Manche Forscher identifizieren den Ort mit einer túrdulo-romanischen Enklave mit dem Namen Sosintigi.
Obwohl nur Ruinen erhalten sind, beeindruckt das Castillo durch seine Größe und gute Arbeit. Ursprünglich hatte es eine doppelte Befestigungsmauer.
Die innere Befestigungsmauer ist eine mächtige, pyramidenförmige Mauer mit cyclopischen Steinen und verschiedenen Türmen, aus behauenen Quadersteinen aus der Gegend. Die äußere Mauer erhebt sich über dem natürlichen Fels. Diese äußere Mauer ist von schlechterer Bauart. Zwischen der äußeren und der inneren Befestigungsmauer befindet sich ein weiter Platz, der im Verteidigungsfall zum Anbau genutzt werden konnte. Die Burg unterliegt dem Schutz durch das Decret vom 22. April 1949 und das Gesetz 16/1985 über das Patrimonio Histórico Español. 1993 verfügte die Junta de Andalucía besondere Schutzmaßnahmen für die Castillos der Comunidad Autónoma de Andalucía.

## Kultur
- Im Jahreslauf werden verschiedene Feste gefeiert. Der Jahreskreis beginnt mit San Blas am 2./3. Februar. Organisiert wird das Fest von der Hermandad de San Blas einem Traditionsverein mit militärischen Rängen. Der Verein führt Standarte, Fahne und Hellebarden. In der Nacht des 2. Februar wird die Bruderschaft durch Gesang (la Aurora) zusammengerufen. Vor den Türen der vier hermanos de cargo (Funktionsträger) werden Lampen entzündet.
- Ostern - La Santa (Domingo de Resurrección): Die Ortspatronin ist Santa Eufemia ihr zu Ehren wird am Ostersonntag die Wallfahrt "Romería de la Santa" veranstaltet. Die verantwortliche Bruderschaft geht auf das Mittelalter zurück. Sie besteht aus 33 Mitgliedern. Die Wallfahrt führt zur Ermita de la Santa, im Gebiet "El Donadío", am Río Gualdalmez, der die Provinz Córdoba von Ciudad Real trennt.
- La Virgen de Las Cruces: Am 1. Mai wird ein Fest gefeiert, das für den Ort hohe Bedeutung hat. Die Ursprünge gehen zurück auf das 16. Jahrhundert, als die Orte Santa Eufemia, El Guijo und Torrecampo aufgrund einer Epidemie die Virgen in einer Ermita auf dem Gebiet von El Guijo verehrten. Ein Hochwasser des Río Cigüeñuela und das Fehlen der heutigen Brücke verhinderten, dass die "Calabreses" 1897 die Wallfahrt mitgestalten konnten. Damit verloren sie das Recht, daran teilzunehmen. Daraufhin errichteten sie die Ermita, die heute als Wallfahrtsort dient. Die Bruderschaft ist die größte des Ortes. Die Feierlichkeiten ziehen sich vom 30. April bis zum 1. Mai. Für die Prozession wird der Ort besonders festlich mit Kreuzen aus Blumen geschmückt.
- San Isidro wird am 15. Mai begangen. Zu den Feierlichkeiten gehört die rituelle Verbrennung der traditionellen Puppe "isidril" am Vorabend. Am folgenden Tag findet ein bunter Umzug mit geschmückten Wagen statt. Die Bruderschaft Hermandad de San Isidro ist die jüngste des Ortes. Sie entstand erst in den 1990er Jahren. Die Wallfahrt führt zur Ermita San Isidro an einem Platz mit dem Namen "El Ventorro".
- Feria de San Pedro am 29. Juni: San Pedro ist der Patron von Santa Eufemia zusammen mit "La Santa". Vier Tage lang feiert der Ort das Fest.
- Fiestas del Emigrante 15. August: Weil im letzten Jahrhundert ein großer Teil der Bevölkerung ausgewandert ist und das Patronatsfest nicht mitfeiern kann, wurde dieses Fest geschaffen, um in den Sommerferien das Feiern nachzuholen.